# コータン郡
コータン郡（コータンぐん、ネパール語: खोटाङ、英語: Khotang District）は、ネパールのコシ州に存在する郡。郡都はディクテル。人口は175,340人（2021年国勢調査）。